# Phorcus
Phorcus là một chi ốc biển, là động vật thân mềm chân bụng sống ở biển trong họ Trochidae, họ ốc đụn.

## Các loài
Các loài trong chi Phorcus gồm có:
- Phorcus articulatus (Lamarck, 1822)
- Phorcus atratus (Wood, 1828)
- Phorcus lineatus (da Costa, 1778)
- Phorcus mariae Templado & Rolán, 2012
- Phorcus mutabilis (Philippi, 1846)[2]
- Phorcus punctulatus (Lamarck, 1822)
- Phorcus richardi (Payraudeau, 1826)[3]
- Phorcus sauciatus (Koch, 1845)
- Phorcus turbinatus (Born, 1780)

Species brought into synonymy
- Phorcus margaritaceus Risso, 1826: synonym of Phorcus richardi (Payraudeau, 1826)
- Phorcus semigranosus A. Adams, 1851: synonym of Chlorostoma semigranosum A. Adams, 1851

## Hình ảnh

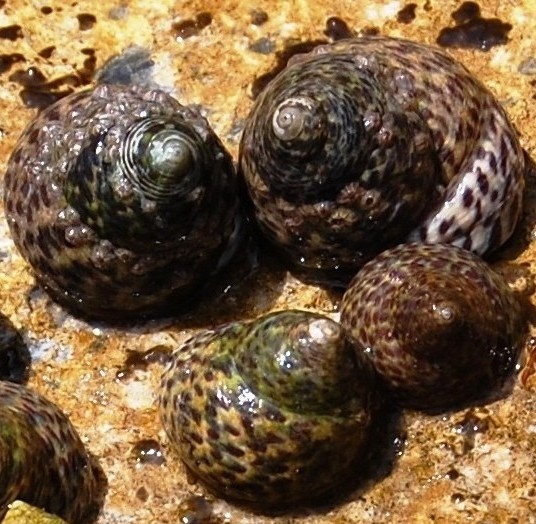
Phorcus turbinatus
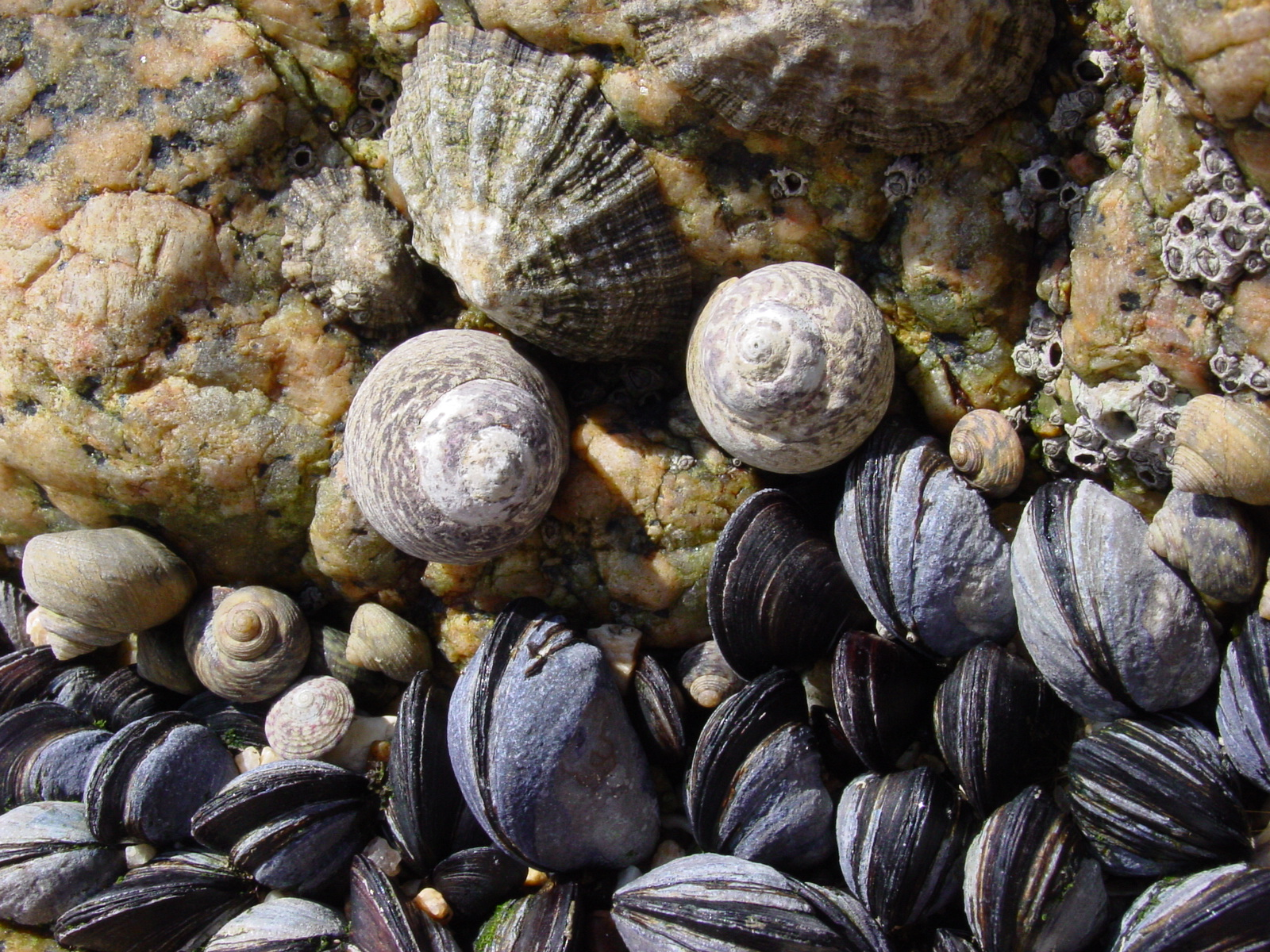
Phorcus lineatus